# Östliche Altstadt (Rostock)

Rostock zur Zeit der Hanse. Rechts, begrenzt durch die Grube und die Stadtmauer, die (östliche) Altstadt

Die Rostocker Östliche Altstadt ist ein Denkmalbereich im Stadtteil Stadtmitte.

## Räumliche Ausdehnung
Als Denkmalbereich wird die östliche Altstadt  im Norden durch die Stadtmauer und die südliche Bebauung der Straße Am Strande begrenzt, im Osten durch die untere Böschungslinie der Stadtmauer einschließlich der historischen Struktur von Küterbruch und Oberhalb des Gerberbruchs bis zur Straße Am Bagehl; im Süden reicht er bis zur Ernst-Barlach-Straße und im Westen bis zur Grubenstraße.
Im allgemeinen Sprachgebrauch wird heute häufig auch ein Bereich jenseits der Grubenstraße bis zum Rathaus bzw. zur Steinstraße zur östlichen Altstadt gerechnet.

## Geschichte und Baugeschichte

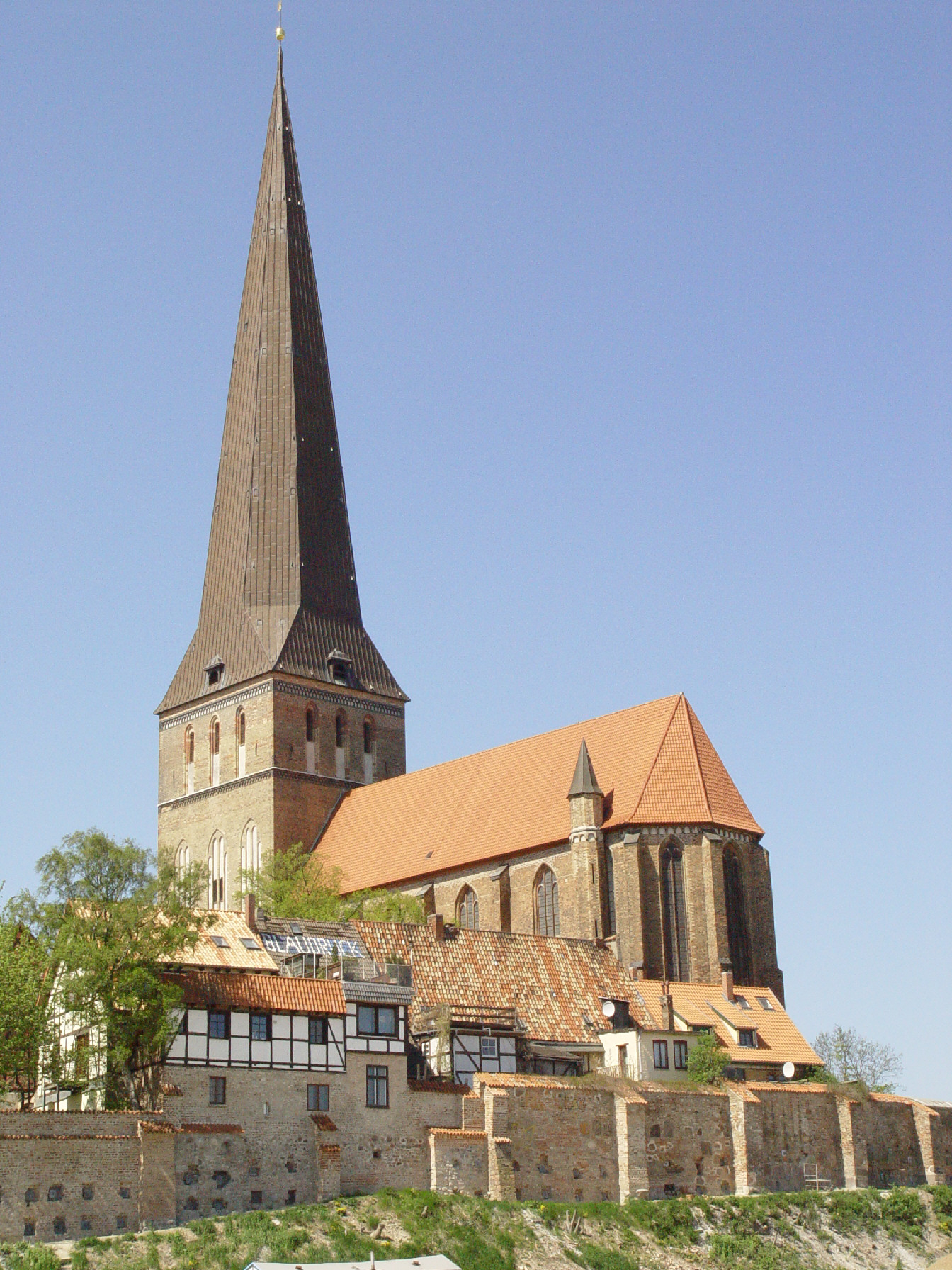
Petrikirche mit Stadtmauer

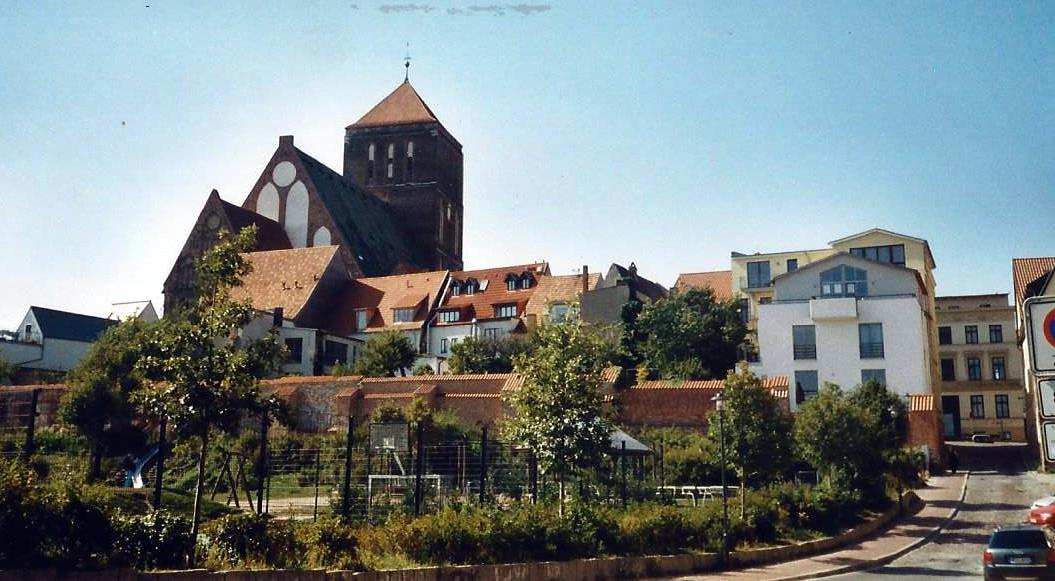
Die Nikolaikirche im südlichen Bereich der Altstadt, davor die Stadtmauer

Der Denkmalbereich der östlichen Altstadt ist identisch mit der Ausdehnung der ersten städtischen Siedlung, der Altstadt. Ihre Hauptkirche war St. Petri, im südlichen Bereich gibt es mit  St. Nicolai eine weitere mittelalterliche Kirche. Beiden war jeweils ein Markt vorgelagert, der Alte Markt vor der Petrikirche und der Lohmarkt bei der Nikolaikirche. Der Alte Markt ist der wohl älteste Marktplatz Rostocks. Diese historische Altstadt war die älteste der ursprünglich drei Rostocker Teilstädte – neben Mittel- und Neustadt – die sich 1265 zur Gesamtstadt Rostock zusammenschlossen.
Die Östliche Altstadt befindet sich zum größten Teil auf dem Altstadthügel, der zur Grubenstraße im Westen stark abfällt. Auch die von Westen kommenden Straßen haben zur Grubenstraße hin ein starkes Gefälle. Bei der Straßenanlage musste man sich diesen Höhenunterschieden anpassen, weswegen das Wegenetz keiner klaren Struktur, wie etwa bei der schachbrettförmig angelegten Neustadt, unterworfen ist. Mit der Altschmiede-, der Wollenweber- und der Lohgerberstraße existieren jedoch drei Nord-Süd-Achsen, die durch unregelmäßig angelegte Nebenstraßen miteinander verbunden sind.
Im Jahre 1677 wurde die Altstadt durch den Rostocker Stadtbrand zum größten Teil vernichtet. Lediglich die beiden Altstadtkirchen und die südlichen Abschnitte um die Mühlenstraße blieben vom Feuer verschont.
In den Bombennächten Ende April 1942 nahm dieses Stadtgebiet wiederum großen Schaden, so brannten die beiden Kirchen nahezu völlig aus und verloren ihre Turmhauben. Allerdings ist insbesondere im östlichen Abschnitt um die Lohgerberstraße wertvolle Bausubstanz erhalten geblieben.
In den 1950er Jahren wurden einige Baulücken geschlossen, das Stadtgebiet wurde in den kommenden Jahrzehnten bis zur Wende aber stark vernachlässigt. Ein Flächenabriss, wie er in den 1970er Jahren in der Nördlichen Altstadt vorgenommen wurde, blieb jedoch aus.
Nach 1990 wurden zahlreiche Gebäude saniert und Baulücken geschlossen. Das Wiederaufsetzen der gotischen Turmspitze von St. Petri 1994 symbolisierte das Wiederaufleben dieses ältesten Teils der Hansestadt. Allerdings existieren immer noch zahlreiche Freiflächen, wie z. B. auf der Südostseite der Großen Wasserstraße oder in der Wollenweberstraße.
Seit der Sperrung des Neuen Marktes für den Autoverkehr 2003 hat das Verkehrsaufkommen in der Östlichen Altstadt zugenommen, dennoch ist dieses Stadtgebiet weitaus ruhiger und beschaulicher als die Stadtmitte um Kröpeliner und Lange Straße.